# Anna-Greta Johansson
Anna-Greta Johansson, född 7 september 1925 i Malmö Karoli församling, död 21 juli 1988 i Malmö, var en svensk socialdemokratisk kommunalpolitiker.
Johansson, till yrket arbetsförmedlare, var ledamot av Malmö stads-/kommunfullmäktige 1967–1988 och andre vice ordförande där 1979–1985. Hon var ordförande i femte (södra) sociala distriktsnämnden 1974–1982, ordförande i socialnämnden och kommunalråd för socialroteln 1983–1985 samt vice ordförande i omsorgsstyrelsen 1986 och dito i omsorgsnämnden 1987–1988. Hon är gravsatt på S:t Pauli norra kyrkogård i Malmö.